# Dammkarwurm
Dammkarwurm ist die Bezeichnung eines Wettkampfes im Skibergsteigen, der jährlich vom Deutschen Alpenverein (DAV) ausgetragen wurde. Der Name des Rennens geht zurück in die Zeiten vor und nach dem Zweiten Weltkrieg, als Skisportler in Scharen, oft per Sonderzug aus München nach Mittenwald kamen und mit ihren Holzlatten auf der Schulter in endloser Reihe im Dammkar des Karwendels als „Dammkarwurm“ Ski-Geschichte schrieben.

## Geschichte
Das Rennen wurde Ende der 1990er Jahre erstmals ausgetragen. Unter dem damaligen Namen „DIAMIR-Race“ wurde am Dammkar die inoffizielle Deutsche Meisterschaft Skibergsteigen vor der Mitgliedschaft des DAV im ISMC ausgetragen.
Die kurze Strecke (DM-Wertung) ging über ca. 900 Höhenmeter, die lange (Cup-Wertung) über 1300 Höhenmeter. Es gab mehrere Tragepassagen, eine davon hatte stellenweise eine Neigung von 40 Grad.
Die Tageswertung floss als zweites Rennen in die Gesamtwertung des Deutschen Skitourencups ein.
Ebenfalls im Dammkar fand 2008 die Deutsche Meisterschaft Vertical Race als Eintagesveranstaltung statt.